# Love Is a Battlefield
«Love Is a Battlefield» es una canción escrita por Holly Knight y Mike Chapman, producida por Neil Giraldo y Peter Coleman, e interpretada y grabada por la cantante estadounidense Pat Benatar. Publicada por Chrysalis Records, la canción fue lanzada el 12 de septiembre de 1983 como el primer sencillo del primer álbum en vivo de Benatar, Live from Earth (1983).

## Popularidad y reconocimiento
«Love Is a Battlefield» fue disco de oro en los Estados Unidos y es uno de los sencillos discográficos más reconocidos en el país. Estuvo en los primeros lugares del conteo Mainstream Rock Tracks de la revista Billboard durante cuatro semanas; en diciembre de 1983 alcanzó el puesto #5 del Billboard Hot 100.
«Love Is a Battlefield» lideró también el Kent Music Report de Australia en 1984. La canción fue relanzada como sencillo en el Reino Unido en marzo de 1985, donde llegó al puesto #17 del UK Singles Chart. En Canadá, el sencillo también fue premiado con disco de oro.
A pesar de que la canción no se parece en absoluto al trabajo previo de Benatar —introduce elementos propios de la música electrónica, aunque con presencia de guitarras y percusión—, su interpretación hizo que ganara su cuarto Grammy consecutivo a la mejor intérprete vocal femenina de rock en 1984.

### Cine y televisión
«Love Is a Battlefield» fue interpretado en las series de televisión estadounidenses Psych y Drop Dead Diva, y en la película Si tuviera treinta (2004); también se la escucha al término de la película Pequeños guerreros (1998). En 2014, la canción se utilizó en una versión lenta en la película Mujeres al ataque y en la serie de televisión estadounidense Glee.
La canción también fue utilizada en el videojuego de 2006, Grand Theft Auto: Vice City Stories, en la estación de radio ficticia Flash FM.

## Videoclip
En el videoclip, Benatar representa a una adolescente a quien, al comienzo, se la ve yéndose de su casa, mientras su padre la amenaza con que si se va, puede olvidarse de regresar; su madre observa sin poder intervenir, mientras que su hermano menor mira con tristeza desde una ventana del piso superior. La joven se convierte luego en taxi dancer, en un club cutre, para subsistir en la ciudad; le escribe a su hermano, contándole de su nueva vida, y su padre parece sentirse culpable por haber sido tan rudo con ella. Más adelante en el video, la joven es testigo del maltrato del proxeneta del club hacia otra bailarina; Benatar sale en su defensa, reúne al resto de las chicas y protagoniza una rebelión en contra del sujeto, momento que da pie a una coreografía de grupo. Luego la cantante y todas las mujeres abandonan el local y, ya de día, Benatar se despide de todas. La escena final muestra a Benatar sentada al fondo de un autobús con destino desconocido.
El video, el primero en el que se implementa el uso del diálogo, estuvo nominado a los MTV Video Music Awards en la categoría Mejor Video Femenino.

## Tablas (conteos)
| Año     | Tabla (conteo)                 | Mejor posición |
| ------- | ------------------------------ | -------------- |
| 1983-84 | Billboard Hot 100              | 5              |
| 1983-84 | Billboard Top Tracks           | 1              |
| 1983-84 | Billboard Hot Dance Club Songs | 41             |
| 1984    | Australian Singles Chart       | 1              |
| 1984    | Dutch Top 40                   | 1              |
| 1985    | UK Singles Chart               | 17             |